# L’Architecture Vivante
L’Architecture Vivante ist eine von 1923 bis 1933 in Paris erschienene, französischsprachige Architekturzeitschrift, in der die verschiedenen Strömungen der Modernen Architektur der Zwischenkriegszeit publiziert und europaweit zur Diskussion gestellt wurden. Herausgeber war der rumänische Architekt Jean Badovici, Verleger der Franzose Albert Morancé.

## Ausgaben

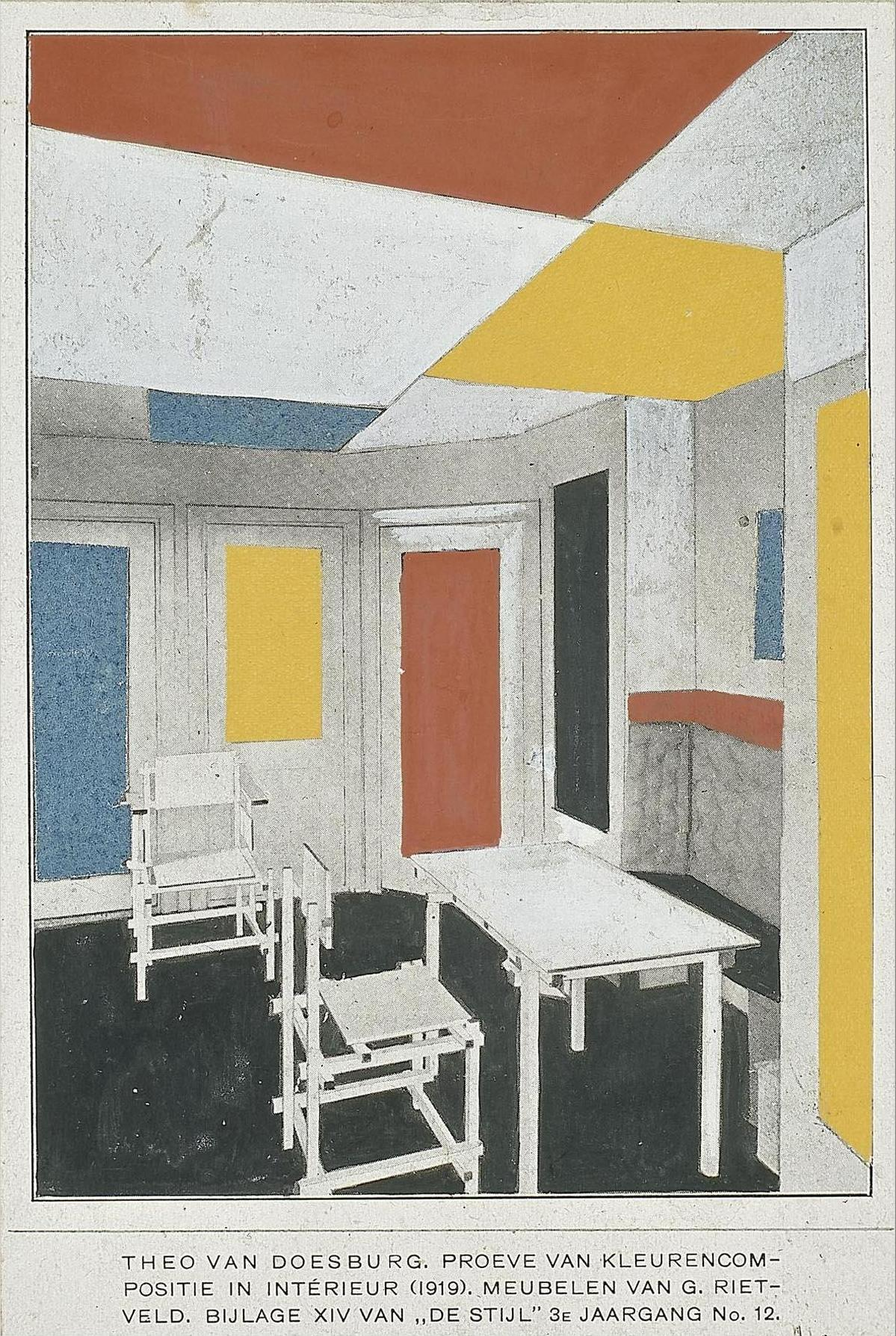
Collage von Theo van Doesburg in der Ausgabe 3-1925.

Die Zeitschrift erschien vierteljährlich in insgesamt 42 Einzel- bzw. 21 Doppelausgaben; die Einzel- bzw. Erstausgaben in Form einer in einfache, braune Papp-Mappen eingelegten Loseblattsammlung. Jede Ausgabe hat einen mehr oder weniger klaren Themenschwerpunkt – viele Einzelausgaben sind als Personen-, Gebäude- oder Ländermonografien konzipiert. Die Datierung der Ausgaben erfolgt über Jahreszeit und -zahl (z. B. Hiver (dt.: Winter) 1929 für Ausgabe 4-1929) sowie eine laufende Durchnummerierung, die allerdings eine unerklärliche Lücke aufweist. Inhaltlich wurden die verschiedenen, oftmals differierenden Hauptströmungen der Modernen Architekturbewegung veröffentlicht, diskutiert und nebeneinander gestellt: beispielsweise Les Constructivistes (Nr. 3-1925); La Cité-Jardin du Weissenhof à Stuttgart (1+2 – 1928) Frank Lloyd Wright (2-1930), Traces Regulateurs (1/2-1929) oder Le moment architecturale en U.R.S.S. ( 3-1930).

## Gestaltung
Eine Einzelausgabe von L’Architecture Vivante besteht aus einem mehrseitigen Textteil, der meist von Badovici oder einem mit dem Inhalt verbundenen Architekten verfasst ist, und einem meist 25-seitigen Abbildungsteil. Der bis zu 50-seitige Textteil ist oft mit Zeichnungen, Grundrissen und Schnitten illustriert. Die Fototafeln des Abbildungsteiles sind inhaltlich auf den Textteil bezogen. Viele der oft außergewöhnlich großformatigen Abbildungen sind im Licht- bzw. Kupfertiefdruckverfahren hergestellt; in manchen Ausgaben finden sich bis zu 5 von Hand kolorierte Fotos oder Zeichnungen (Pochoirs). L’Architecture Vivante ist im Laufe der Jahre – sicherlich auch durch die besonders hochwertigen Bildreproduktionen – zu einem der umfangreichsten Kompendien der Modernen Architektur der 1920er und 1930er Jahre geworden. Auch spiegelt die Zeitschrift die Rolle des Architektur-Publizisten wider, der mitunter als direkter Förderer von Projekten ins Baugeschehen eingreift.

## Buchausgaben
Aufgrund des großen Echos, das L’Architecture Vivante in ganz Europa hervorrief, wurden ab etwa 1930 ausgewählte und/oder thematisch zusammenhängende Ausgaben neu herausgegeben. Dies erfolgte unter der Bezeichnung Extrait de L’Architecture Vivante. Inhaltlich waren die Neuausgaben identisch mit den ursprünglichen Normalausgaben; das Erscheinungsbild erfuhr jedoch eine deutliche Veränderung: anstatt der üblichen, betont einfach gehaltenen Kartonumschläge erschienen die insgesamt 24 Extraits in typografisch aufwändig gestalteten, festen Pappeinbänden, in denen die weiterhin losen Seiten mit Schließbändchen gesichert wurden. Aus der Zeitschrift wird ein Buch.
Im Laufe der Zeit erschien so eine Reihe bemerkenswert gestalteter, bedeutender Architekturpublikationen: 4 Bände L’Architecture Vivante en Allemagne, 3 Bände L’Architecture Russe en U.R.S.S, 2 Bände L’Architecture Vivante en Hollande und nicht zuletzt die 7- bändige Einzelmonografie über Le Corbusier (Première-Septième Serie). Sie alle bilden eine in der Breite nicht erreichte Zusammenfassung des modernen Architekturdiskurses der Zwischenkriegszeit und verdeutlichen die Vielschichtigkeit einer oft unter 'Bauhausstil' eher unzureichend zusammengefassten, weil sehr vielschichtigen, kulturellen Bewegung.

## Maison en Bord de Mer

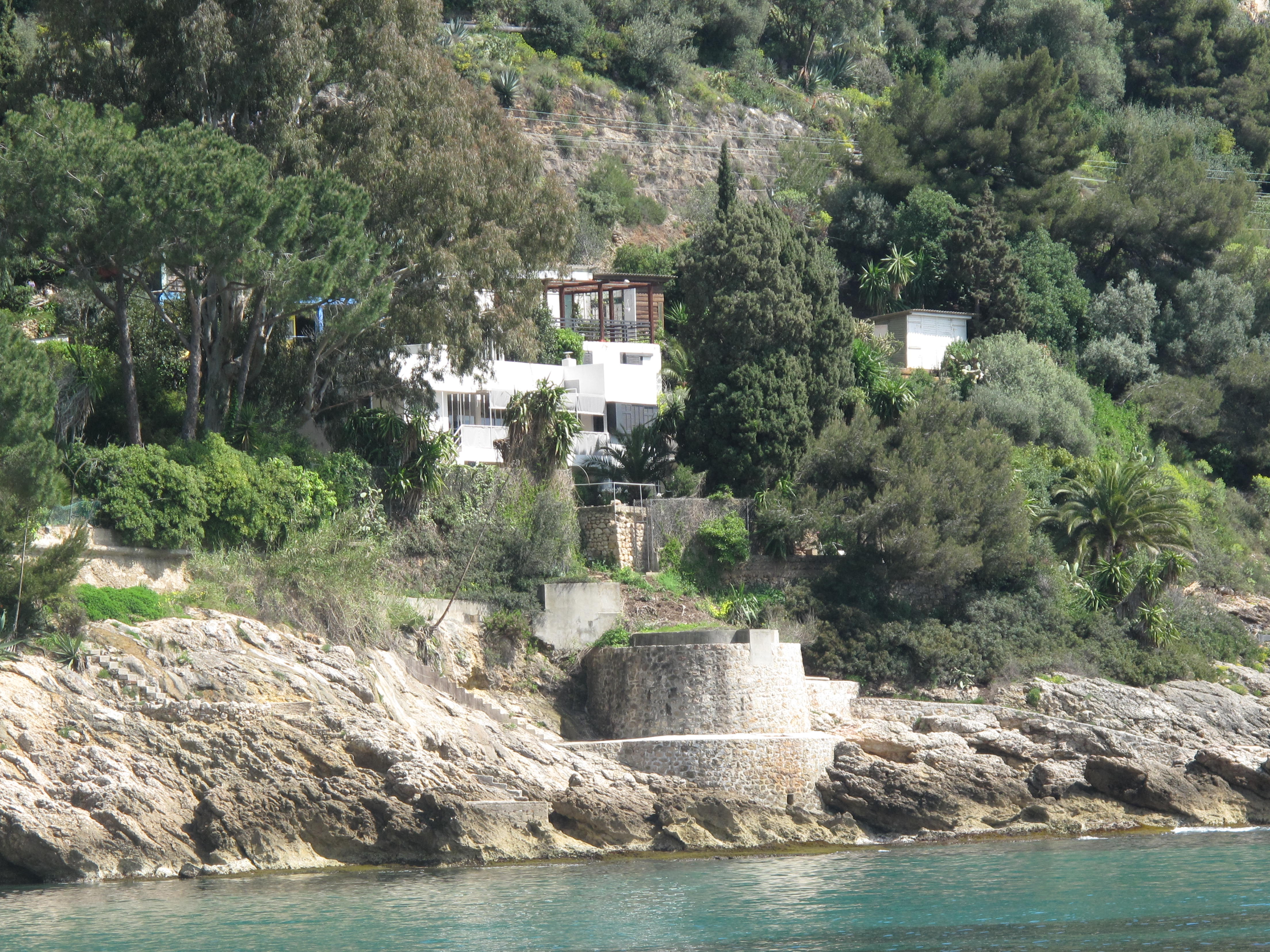
Villa E-1027 in Roquebrune-Cap-Martin.

Kultstatus unter Sammlern hat der Extrait E1027 – Maison en Bord de Mer (4-1929), dessen Umschlaggestaltung als eine der wenigen typografischen Arbeiten Eileen Grays’ gelten kann. Inhaltlich ist die Ausgabe einzig dem von Eileen Gray geplanten, finanzierten und realisierten Wohnhaus in Roquebrune-Cap-Martin an der französischen Côte d’Azur gewidmet, das einen ganz zentralen Platz in der Architekturgeschichte des 20. Jahrhunderts einnimmt. Auf Auktionen erreicht das nur selten auftauchende Exemplar stets Höchstpreise – gleiches gilt für die erwähnte, knapp 500-seitige Monografie über Le Corbusier und andere Extraits sowie für längere Folgen von Normalausgaben.
Zu beiden – Corbusier und Gray – verband Badovici enge persönliche Beziehungen. Gray und er kannten sich aus dem Paris der frühen 1920er Jahre; er wurde durch einige Veröffentlichungen ihrer frühen, vom Art déco beeinflussten Möbel und Interieurs zum Förderer – und Liebhaber – der wohlhabenden, aber zurückhaltenden Entwerferin. Er war es, der Eileen Gray ermutigte, den Schritt zur Architektin zu vollziehen und ein Haus zu entwerfen – eben jenes E1027, das sie ihm schließlich zum großzügigen Geschenk machte. Diese Großzügigkeit hielt Badovici, der kaum als bauender Architekt in Erscheinung trat, aber nicht davon ab, in der Publikation die Hälfte der Urheberschaft für das Haus, das inzwischen einen zentralen Platz in der Baugeschichte des 20. Jahrhunderts einnimmt, für sich zu beanspruchen. Eingenommen von diesem weißen, klaren Bauwerk war auch Le Corbusier, der durch einen Besuch der Villa den Ort für sich entdeckte und peu à peu okkupierte. Zeitweise besuchte er den dort wohnenden Badovici täglich und hinterließ, sehr zum Missfallen der Entwerferin des Hauses, mit Badovicis Einverständnis deutliche Spuren an dem feinfühlig entworfenen Gesamtkunstwerk.